# Polynôme unitaire
Cet article court présente un sujet plus développé dans : Construction de l'anneau des polynômes.
En algèbre commutative, un polynôme unitaire, ou polynôme monique, est un polynôme non nul dont le coefficient dominant (le coefficient du terme de plus haut degré) est égal à 1. Un polynôme P est donc unitaire si et seulement s'il s'écrit sous la forme

## Propriétés
- Sur les polynômes unitaires à coefficients dans un anneau commutatif A donné, la relation divise est une relation d'ordre partiel.
- Si A est un corps, alors tout polynôme non nul est associé à un polynôme unitaire et un seul. En revanche, dans {\displaystyle \mathbb {Z} [X]}, le polynôme P = 2x – 3 n'est associé à aucun polynôme unitaire.